# Gervais-François Couperin
Gervais-François Couperin (Parijs, 22 mei 1759 – aldaar, 11 maart 1826) was een Franse componist en organist, lid van de componistenfamilie Couperin en zoon van Armand-Louis Couperin. Er is weinig over hem bekend. 
Na de dood van zijn broer, Pierre Louis Couperin, heeft hij zeker de post van organist van de Saint-Servais overgenomen. Op de partituur van zijn Complainte béarnoise uit 1790 wordt hij omschreven als organiste du Roi in de Sainte-Chapelle, de Saint-Gervais, de Saint-Jean, de Sainte-Marguerite en de Carmes de Billettes. Ook nam hij een kwartaal over van zijn vader in de Notre-Dame. Hij huwde zijn leerling Hélène-Narcisse Frey, met wie hij een dochter, Célèste-Thérèse had. Zij zou de laatste musicus uit de familie zijn.
In 1793, na de heropening van de Opera, speelde hij met Nicolas Séjan patriottische liederen op de twee kleine orgels aan weerszijden van het toneel. 
Op 6 november speelde hij het orgel van de Saint-Sulpice voor een banket gegeven door Napoléon. Toen de kerken weer open mochten, hervatte hij zijn functies als organist.
Hij schreef een groot aantal werken voor het klavecimbel en de pianoforte, waaronder: 
- Deux Sonates pour le clavecin et le piano-forte (1788)
- Ah! Ça ira!, variations pour le clavecin (1790)
- Ouvertures d'Iphigénie et de Démophon pour le piano-forte et violon ad libitum (1797)
- Les Incroyables et Les Merveilleuses pour pianoforte (1797)
- Premier Recueil contenant six Romances, avec accompagnement de piano-forte ou harpe (1799)
- Louis XVIII ou le Retour du bonheur en France (1816)